# Riley Keough
Danielle Riley Keough, född 29 maj 1989 i Los Angeles i Kalifornien, är en amerikansk modell och skådespelerska. Hon är dotter till Lisa Marie Presley och Danny Keough, och barnbarn till Elvis Presley och Priscilla Presley.
I februari 2004 var hon modell på Fashion Week i Milano för italienska Dolce & Gabbana. Hon har även gjort reklam för Dior och doften Miss Dior Cherie.
År 2012 förlovade sig Keough med Alex Pettyfer, men förlovningen blev kortvarig. Sedan februari 2015 är hon gift med Ben Smith-Petersen, som hon lärde känna under inspelningen av Mad Max: Fury Road 2012. De har en dotter tillsammans.

## Filmografi
- 2010 – The Runaways
- 2011 – The Good Doctor
- 2012 – Magic Mike
- 2012 – Jack and Diane
- 2012 – Yellow
- 2012 – Kiss of the Damned
- 2015 – Mad Max: Fury Road
- 2016 – The Girlfriend Experience (TV-serie)
- 2016 – American Honey
- 2017 – It Comes at Night
- 2017 – Logan Lucky
- 2018 – Under the Silver Lake
- 2018 – The House That Jack Built
- 2019 – The Lodge
- 2020 – The Devil All the Time
- 2021 – The Guilty
- 2022 – War Pony
- 2022 – The Terminal List (TV-serie)
- 2023 – Daisy Jones & The Six (TV-serie)
- 2024 – Under the Bridge (TV-serie)
- 2024 – Sasquatch Sunset
- 2025 – Jay Kelly